# Yan Vorogovskiy
Yan Vorogovskiy (en kazakh : Ян Вороговский, Ian Vorogovskî), né le 7 août 1996 à Talgar au Kazakhstan, est un footballeur international kazakh qui joue au poste d'arrière gauche au FK Astana.

## Biographie

### En équipe nationale
Avec les espoirs, il est l'auteur d'un doublé contre le Luxembourg en mars 2018. Ce match gagné 3-0 rentre dans le cadre des éliminatoires de l'Euro espoirs 2019.
Il reçoit sa première sélection en équipe du Kazakhstan le 10 juin 2017, contre le Danemark. Ce match perdu 1-3 rentre dans le cadre des éliminatoires du mondial 2018.
Il inscrit son premier but en équipe nationale le 21 mars 2019, contre l'Écosse. Cette rencontre gagnée 3-0 rentre dans le cadre des éliminatoires de l'Euro 2020.

## Palmarès
Kaïrat Almaty
- Vainqueur de la Coupe du Kazakhstan en 2021.
- Vice-champion du Kazakhstan en 2016, 2017, 2018 et 2019.
- Finaliste de la Supercoupe du Kazakhstan en 2019.